# Podhale

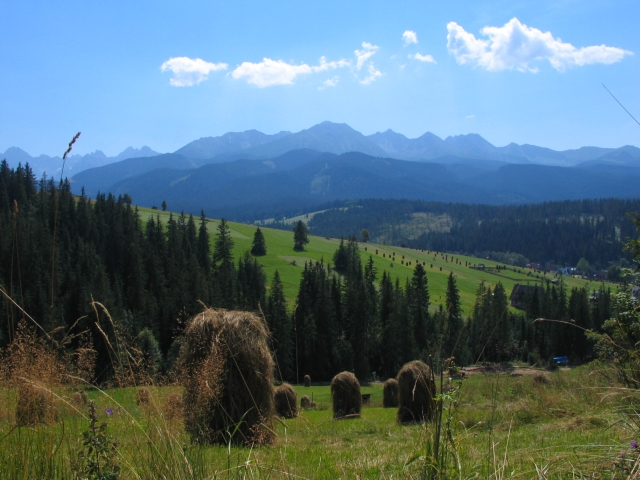
Podhale. Xem từ Tarasówka, với dãy núi Tatra ở đường chân trời

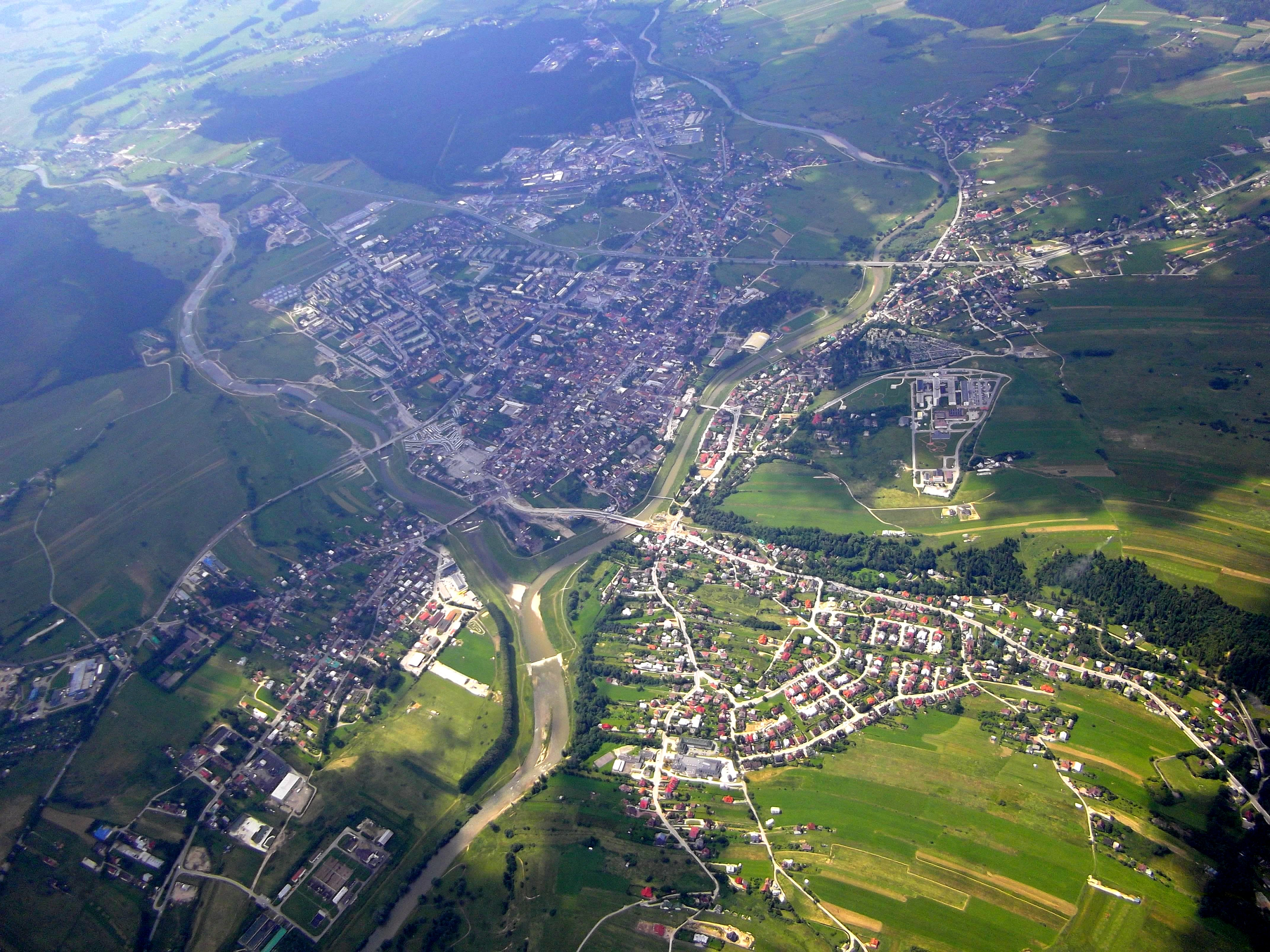
Nhìn bằng mắt của Nowy Targ, thủ phủ của khu vực

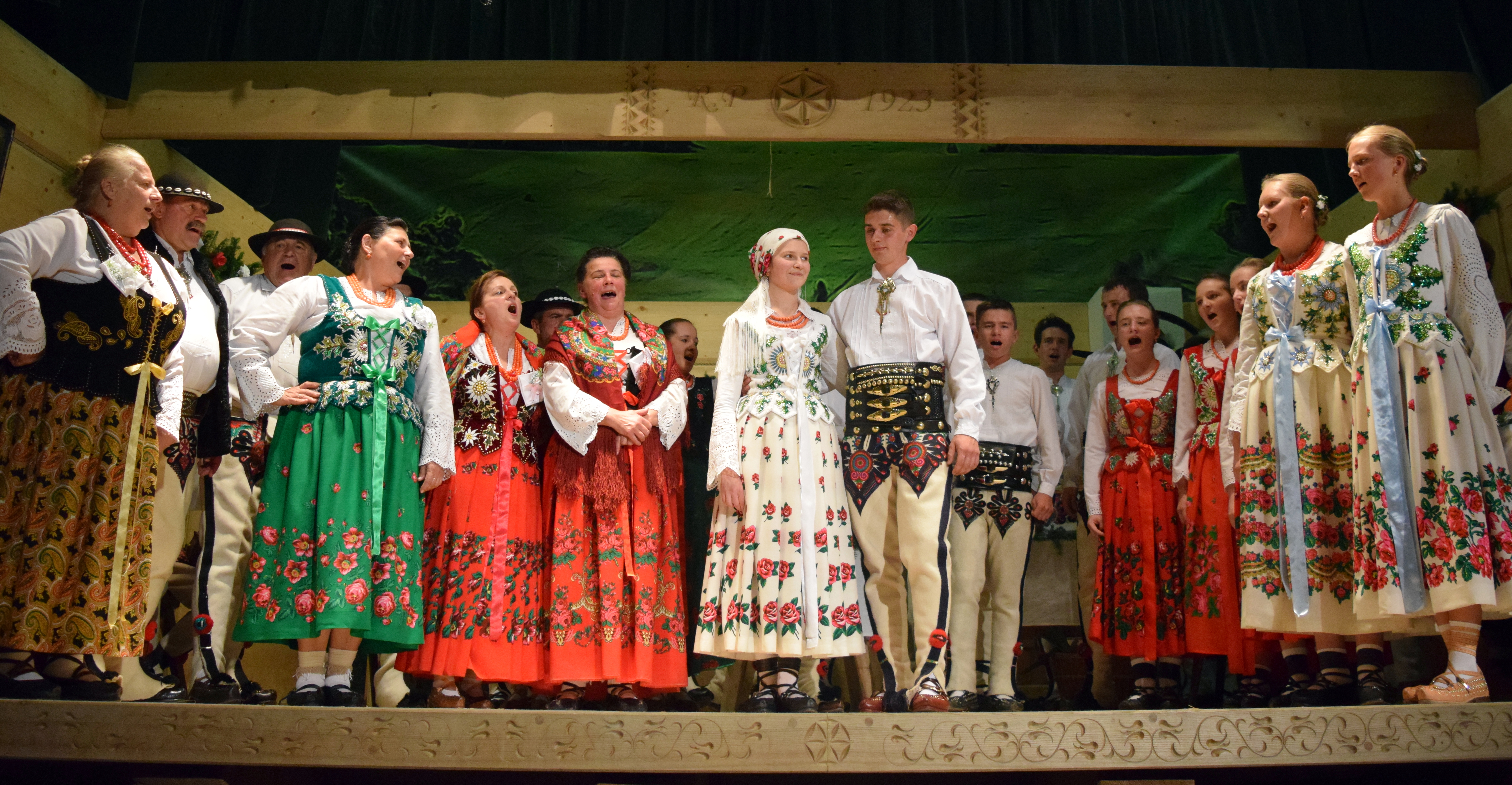
Cư dân của Podhale trong trang phục khu vực

Podhale (nghĩa đen là "dưới đồng cỏ núi") là khu vực cực nam của Ba Lan, đôi khi được gọi là "vùng cao nguyên Ba Lan". Podhale nằm ở chân đồi của dãy Tatra của dãy núi Carpathian.

## Văn hóa dân gian địa phương
Khu vực này được đặc trưng bởi một truyền thống văn hóa dân gian phong phú được lãng mạn hóa nhiều trong trí tưởng tượng yêu nước của người dân Ba Lan. Văn hóa dân gian của nó được đưa đến đó chủ yếu bởi những người định cư Ba Lan từ vùng Ba Lan xa hơn về phía bắc và một phần bởi những người định cư Transylvanian trong thế kỷ 14-17 trong quá trình di cư của họ. Cái tên Podhale được dịch theo nghĩa đen là "bên dưới ngọn núi" trong tiếng Anh. Podhale là một phần của tỉnh lịch sử của Ba Lan (tiếng Ba Lan: Małopolska) với thủ đô tại thành phố Hoàng gia Kraków.

## Điểm tham quan khu vực
Một trong những điểm thu hút của khu vực là khu nghỉ mát trên núi nổi tiếng của Zakopane và hồ được gọi là Morskie Oko ("Con mắt của biển"), theo truyền thuyết địa phương, được kết nối với vùng biển Adriatic bằng các lối đi ngầm. Nowy Targ dọc theo sông Dunajec, nằm trong thung lũng bên dưới dãy núi Gorce, là thủ đô của khu vực. Ludzmierz là nơi có ngôi đền cổ nhất của khu vực, Đức Mẹ Ludźmierz còn được gọi là Bà chủ của Podhale hoặc tại Gaździna Podhala của Ba Lan.
Người dân ở khu vực này đặc biệt nổi tiếng với món oscypek của họ, một loại phô mai làm từ hỗn hợp sữa bò và sữa cừu, âm nhạc và sườn dốc trượt tuyết của họ. Vào mùa đông, nó là địa điểm du lịch số một   ở Ba Lan.